# Циментова мелница
Циментова мелница  е съоръжение за смилане на твърдия, гранулиран клинкер от пещта във фин сив прах – цимент. Понастоящем най-често циментът се смила в топкови мелници.

## История
Ранните цименти, като тези на Джеймс Паркър, Джеймс Фрост и Джоузеф Аспдин били относително меки и лесно смилаеми чрез тогавашните технологии, използващи плоски мелнични камъни. Откриването на портланд цимента през 40-те години на 19 век направило смилането доста по-трудно, защото клинкерът произведен от пещта бил с твърдост близка до тази на мелничните камъни. Поради тази причина, цимента продължавал да се смила грубо (типично 20% на 100 μm диаметър на частицата) до появата на по-добра технология за смилане. Този ниско реактивен цимент с бавно втвърдяване имал проблем и със здравината. С времето, разрушително разширение било предизвиквано от хидратирането на едрите частици калциев оксид. Финото смилане намалява този ефект, а тогавашните цименти трябвало да се съхраняват няколко месеца, за да се хидратира калциевия оксид и цимента да се предложи за продажба. От 1885 до наши дни, разработването на специализирани стомани довело до разработването на нови методи на смилане, а от този момент насам, типичната финост на цимента започнала да расте постоянно. Това намаляване на частиците, сравнено с размера на частиците на нереактивния цимент, станало една от причините за четворното увеличение на здравината на портланд цимента през 20 век. Съвременната технология е съсредоточена главно към намаляване на консумираната енергия за процеса на смилане.

## Суровини
Портланд клинкера е главната съставка на почти всички цименти. В портланд цимента се добавя малко количество калциев сулфат (обикновено 3 – 10%), за да се забави хидратирането на трикалциевия алуминат. Калциевия сулфат може да съдържа естествен гипс, анхидрит, или отпадъчен гипс. Допълнително, до 5% калциев карбонат и до 1% други минерали могат да се използват като добавки. Нормално е добавянето на определено количество вода, малки количества органични добавки и подобрители на смилането. „Смесените цименти“ и циментите за зидария могат да съдържат значително количество добавки (до 40%) като естествени поцолани, пепелина, варовик, микросилиций или метакаолин. Шлаковия цимент може да съдържа до 70% шлак. Виж цимент. Гипсът и калциевият карбонат са относително меки минерали и се смилат бързо до ултрафини частици. Добавките за смилане обикновено са химикали добавяни в малки количества (0,01 – 0,03%), с цел да покрият новоформираните повърхности на смлените минерални частици и предотвратят ре-агломерацията. Те включват 1,2-пропандиол, оцетна киселина, триетаноламин и лигносулфонати.

## Контрол на температурата
Топлината отделяна в процеса на смилане дехидратира гипса (CaSO4.2H2O), превръщайки го в базанит (CaSO4.0.2 – 0.7H2O) или γ-анхидрит (CaSO4.~0.052O). Тези минерали са бързо разтворими, и около 2% от тях са достатъчни за управление на хидратацията на трикалциевия алуминат. По-голямо количество от тези минерали предизвиква рехидратация и кристализация на гипса, бързо сгъстяване на циментната смес няколко минути след смесването. Причина за това е високата температура при смилането. От друга страна, ако температурата при смилането е много ниска, недостатъчното количество бързоразтворим сулфат предизвиква необратимо втвърдяване на сместа. Получаването на оптимално количество бързоразтворим сулфат изисква смилане с температура на изхода на мелницата около 115 °C. В случай, в които системата за смилане е прекалено гореща, някои производители използват 2,5% гипс, а останалото количество е естествен α-анхидрит (CaSO4). От пълната дехидратация на тази смес се получават оптимални 2% γ-анхидрит. При някои съвременни ефективни мелници, произведената топлина е недостатъчна. Това се коригира чрез пренасочване на част от горещия изходящ въздух обратно към входа на мелницата.

## Топкови мелници
Топковата мелница представлява хоризонтален цилиндър, частично запълнен със стоманени топки (или понякога с друга форма), който се върти около оста си, придавайки търкалящо и падащо движение на топките. Материалът преминаващ през мелницата се натрошава и смила при ударите и триенето с топките. Те са произведени обикновено от високохромна стомана. По-малките елементи понякога са цилиндрични, вместо сферични. Съществува скорост на въртене („критична скорост“), при която съставките в мелницата полепват по повърхността и, поради центробежните сили. Критичната скорост (об./мин.) се дава чрез:
nC = 42.29/√d, където d е вътрешния диаметър в метри.
Топковите мелници обикновено работят със 75% от критичната скорост, например мелница с диаметър 5 метра, трябва да се върти с около 14 об./мин.
Мелницата обикновено е разделена на най-малко две камери, (зависи от материала на входа, при наличие на ролер преса мелницата най-често е еднокамерна), позволяващи използването на различен размер топки. Големите топки се използват на входа, за да натрошат клинкерните гранули (могат да бъдат с размер над 25 мм. в диаметър). Размерът на топките в тази зона е 60 – 80 мм в диаметър. В двукамерна мелница, топките във втората камера са обикновено 15 – 40 мм., въпреки че понякога се използват и топки до 5 мм. Като основно правило, размерът на топките трябва да съответства на материала подлежащ на смилане: големите топки не могат да произведат суперфините частици необходими за крайния продукт, а малките топки от своя страна не могат да разтрошат големите клинкерни гранули. Мелници с четири камери, позволяващи прецизно разделяне на размерите топки, били използвани някога, но днес са рядкост. Алтернативите на многокамерните мелници са:
- двойки мелници, работещи заедно, заредени с различни рамери топки.
- използване на алтернативна технология (виж ролер преса по-долу) за натрошаване на клинкера преди финото смилане в топковата мелница.

През мелницата се пуска поток от въздух. Това помага за охлаждането на мелницата и за отвеждането на изпаренията, които в противен случай биха предизвикали хидратация и прекъсване на потока на материала. Прашният изходящ въздух се пречиства, обикновено с ръкавни филтри.

### Системи със затворен цикъл
Ефективността на първите степени на топковата мелница е значително по-голяма от тази на следващите степени. Поради това, че топковите мелници работят по-ефективно при производството на груб продукт, фините фракции от него се отделят, а грубата част се връща обратно във входа на мелницата. Процентът на материала връщан към входа може да варира от 10 до 30% при производството на обикновен цимент и до 85 – 95% за изключително фини циментни продукти. Важно за ефективността на системата е количеството на готов продукт, върнат обратно към входа, да е минимален. Съвременните сепаратори са способни на много прецизно разделяне на частиците, допринасят значително за намаляване на консумираната енергия и имат допълнителното предимство, че охлаждат готовия продукт и върнатия материал, намалявайки прегряването им.
Ефективните системи със затворен цикъл, поради много прецизното разделяне на частиците, позволяват прозводството на цименти с много малка разлика в размера на частиците (напр. при определен среден размер на частицата, те имат по-малко едри и дребни частици). Това е предимство, което увеличава потенциалната здравина на продукта, тъй като по-големите частици са инертни. Като правило, само външната 7 микрометрова „обвивка“ на всяка частица хидратира в бетоновата смес, а във всяка частица с диаметър по-голям от 14 микрометра винаги остава нереагирало ядро. Липсата на ултрафини частици обаче, може да се окаже недостатък. Тези частици обикновено уплътняват пространството между по-едрите чатици в циментната смес, а ако отсъстват това трябва да се компенсира с допълнително количество вода, водещо до понижаване на здравината. Това може да бъде избегнато чрез добавяне на 5% калциев карбонат в цимента: този мек минерал образува подходящи ултрафини частици още при първото си преминаване през мелницата.

### Твърдост на клинкера
Твърдостта на клинкера е важна за енергийната ефективност на процеса на смилане. Тя зависи от на минералния състав на клинкера и от температурната му история. Най-лесно смилаемия минерал в клинкера е алит, така че високоалитните клинкери намаляват разходите за смилане, въпреки че са по-скъпи при производството им от пещта. Най-твърдият минерал е белит и поради това, че е по-твърд и донякъде пластичен, кристалите му имат свойството да изтъняват, вместо да се разтрошават при ударите им в мелницата. Режимът на изпичане на клинкера също е от значение. Клинкер бързо изпечен при минимална температура, охладен бързо, съдържа малки, дефектни кристали, които се смилат лесно. Тези кристали обикновено са оптимални и за реактивността. От друга страна, дългото изпичане при висока температура и бавно охлаждане, води до образуването на големи, добре оформени кристали. Те обаче са трудни за смилане и нереактивни. Преработката на такъв клинкер може да доведе до удвояване на разходите за смилане.

## Ролкови мелници
Този тип мелници се използват години наред за по-грубо смилане на суровините, но напоследък ролкови мелници в комбинация с високоефективни сепаратори се използват за смилане на цимент. При този метод на смилане върху материала се упражнява много по-голям натиск, отколкото при топковата мелница. Това го прави значително по-ефективен. Потреблението на енергия е обикновено два пъти по-малко от това на топковата мелница. Все още обаче, поради различни причини, този процес не е получил широко рапространение.

## Ролер преси с високо налягане
Състоят се от двойка ролки настроени на 8 – 30 мм. една от друга и въртящи се противоположно с повърхностна скорост около 0.9 – 1.8 м.с-1. Лагерите на ролките са проектирани да упражняват налягане от 50 МПа или повече. Потокът на материала преминаващ между ролките излиза във вид на плоча съставена от натрошени частици. Енергийната ефективност на този процес е относително висока. Системите са проектирани с деагломератор и сепаратор, които разделят материала и готовия цимент. Разпределението на размерите на частиците, обаче, както и при ролковата мелница е проблем. Затова понастоящем ролер пресите широко се използват при процеса на предварително смилане в комбинация с еднокамерна топкова мелница. Това дава добро качество на цимента и намалява разхода на енергия с 20 – 40% в сравнение със стандартната система с многокамерна топкова мелница.

## Капацитет на циментовите мелници
Циментовите мелници в един циментов завод обикновено са оразмерени за преработка на клинкер в значително по-голямо количество, отколкото е производителността на пещите в завода. Това е поради 2 причини:
- Мелниците са оразмерени за да задоволят пиковете в периода на търсене на цимент. В страните с умерен климат, лятното търсене на цимент обикновено е много по-голямо от зимното. Излишното количество клинкер произведено през зимата се складира в готовност за задоволяване на лятното пиково търсене на цимент. Поради тази причина в тези заводи има много големи хранилища за клинкер.
- Процесът на смилане на цимента е най-големият консуматор на електрическа енергия в циментовия завод. Поради това, че може лесно да бъде спиран и пускан, често се използва работата на циментовите мелници само в периоди на ниско натоварване на електрическата мрежа, когато електрическата енергия е по-евтина. Това е удобно и за производителите на електрическа енергия, които могат да договорят цените с главните консуматори, за да балансират капацитета си на производство в продължение на 24 часа. Често се прилага и по-усъвършенстван метод. Представлява спиране на производствените мощности за цимент по молба от доставчика на енергия, когато той очаква критичен пик на потребление в замяна на изгодни цени на електроенергията. Ясно е, че се изисква много голям капациет на мелниците, за да се компенсират такива прекъсвания.

## Контрол на качеството на продукта
В допълнение към контрола на температурата (споменат по-горе), основното изискване е да се получи равномерна финост на продукта. От най-ранни времена, фиността е била измервана чрез пресяване на цимента. С увеличаването на фиността на цимента, употребата на сита е все по-малко приложима, но остатъка отложен върху 45 мкм сито все още се измерва, обикновено чрез пресяване със сгъстен въздух или мокро преяване. Количеството преминало през това сито (обикновено 95% при съвременните цименти за обща употреба) е във връзка с общия потенциал за сила на цимента, защото по-големите частици са по същество нереактивни.
Основният метод за измерване на фиността днес е въздушната пропускливост на определена площ. Поради това, че циментните частици реагират с водата по повърхността си, специфичната повърхностна площ е пряко свързана с първоначалната реактивност на цимента. Чрез настройване на фиността на смилане, производителя може да произведе различни продукти от един и същ клинкер. Строгият контрол на фиността се налага, за да се получи цимент с необходимото качество, така че се извършват периодични измервания при производството му. Настройват се степените на смилане и настройките на сепаратора, за да се поддържа постоянна специфична повърхност.
По-подробна картина на фиността се дава от анализа на размера на частиците, включващо измерване на количеството на всеки размер от субмикрометър нагоре. Този метод е главно изследователски, но с навлизането на евтини индустриални лазерно-дифрактни анализатори, използването му за рутинен контрол става по-често. Това може да се осъществи чрез настолен анализатор зареждан с автоматично събирани проби в роботизирана лаборатория или все по-често прилагано, чрез апаратура монтирана директно на изхода на мелницата. И в двата случая, резултатите могат да бъдат изпратени директно към системата за управление на мелницата, позволявайки напълно автоматичен контрол на фиността.
В допълнение към фиността, добавките в цимента също трябва да се контролират. В случай на добавка на гипс, използвания материал често е с променливо качество и е нормална практика периодично да се измерва съдържанието на сулфати, обикновено чрез x-ray fluorescence, и да се използват резултатите за настройка на добавянето на гипс. Отново, този процес е често напълно автоматизиран. Подобни протоколи за измерване и контрол се прилагат и за другите добавки като варовик, шлак и пепелина.